# 濱口楠彦
濱口 楠彦（はまぐち くすひこ、1960年3月28日 - 2013年11月6日）は、笠松競馬場に所属していた元騎手。最終所属厩舎は松原義夫厩舎。愛称は「ハマちゃん」「ハマー」。ベテランながらダイナミックな追い方を見せていた。好きな戦法は好位差し。勝負服は白色。

## 来歴
三重県生まれ。初騎乗は安藤光彰・勝己兄弟と同じ1976年10月20日で、同日に初勝利を挙げた。安藤兄弟などがリーディング争いをしていた時期も着実に勝ち鞍を重ね、2006年度は109勝を記録。115勝の東川公則に次いで、笠松のリーディング2位になった。2009年は兵庫ジュニアグランプリでラブミーチャンに騎乗し、ダートグレード競走初勝利。その後12月16日にラブミーチャンで全日本2歳優駿も制覇し、GI級競走で初勝利。この年、地方競馬在籍で唯一のGI級競走勝利騎手となった。
JRAでの騎乗は年に数回と多くなかったが、2006年10月にはスーパージョッキーズトライアルで優勝し、12月に阪神競馬場で行われた第20回ワールドスーパージョッキーズシリーズ（WSJS）に出場すると、第3戦「ゴールデンサドルトロフィー」においてアドマイヤディーノに騎乗し勝利を挙げるなど、76戦3勝の成績を残した。
2013年10月25日の笠松競馬第10競走（東海クラウン）でのエーシンマギー（6着）が最後の騎乗となり、同年11月6日に心筋梗塞のため死去。53歳没。
地方競馬での生涯成績は19420戦2560勝（うち重賞45勝）。

## 主な勝鞍

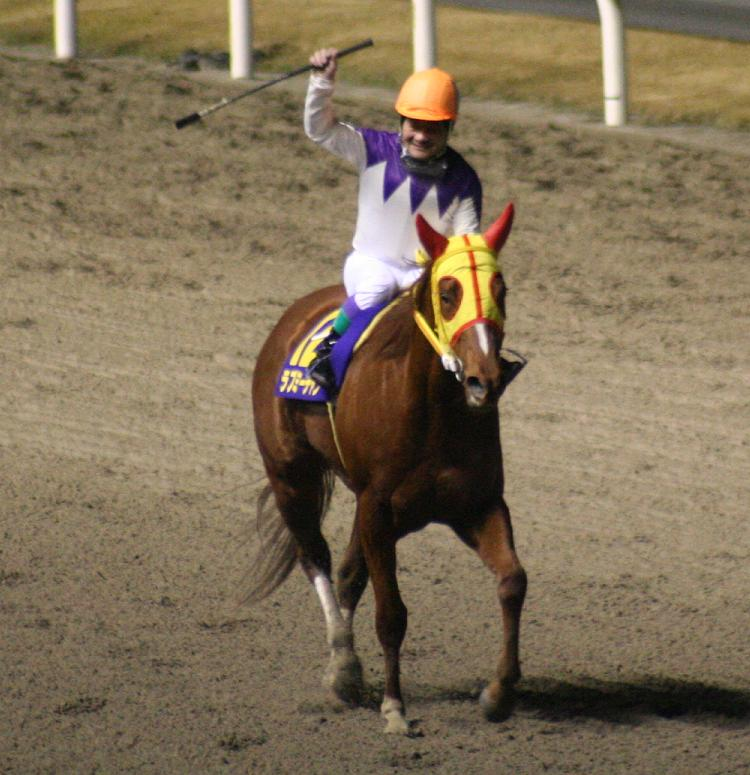
2009年全日本2歳優駿にて

### GIおよびJpnI競走
- 全日本2歳優駿 - 2009年（ラブミーチャン）

### GIIおよびJpnII競走
- 兵庫ジュニアグランプリ - 2009年（ラブミーチャン）
- 東京盃 - 2012年（ラブミーチャン）

### その他の重賞競走
- くろゆり賞 - 1984年（コンバツトボーイ）・1987年（ラピスポート）・2003年（タツミブレン）・2009年（ミツアキタービン）
- 新緑賞 - 1985年（チエリーブリニス）・2003年（ブラシャンボール）
- 岐阜金賞 - 1986年（タカシマリーガル）
- 東海桜花賞 - 1988年（ヤマニンシーバー）
- 駿蹄賞 - 1992年（キングランナー）
- 全日本アラブクイーンカップ - 1993年（スズノキャスター）
- 全日本サラブレッドカップ - 1993年（ウットマン）
- 名古屋大賞典 - 1994年（ウットマン）
- ジュニアクラウン - 1994年（フジノタイショウ）・2009年（ラブミーチャン）
- ライデンリーダー記念 - 2002年（ワンダーアクセル）・2003年（アルトタイガー）
- スプリント - 2002年（ブルックリンガイ）
- ゴールドジュニア - 2002年（ワンダーアクセル）・2005年（クインオブクイン）・2009年（ブラックポイント）・2010年（ラブミーチャン）・2011年（ミラノボヴィッチ）
- ゴールドウィング賞 - 2003年（グリーンハーバー）
- スプリング争覇 - 2004年（スターエルドラード）
- スプリングカップ - 2005年（クインオブクイン）
- 東海菊花賞 - 2005年（クインオブクイン）
- プリンセス特別 - 2006年（フジノビビアン）・2010年（ミラノボヴィッチ）
- マーチカップ - 2007年（クインオブクイン）
- 兵庫クイーンカップ - 2007年（クインオブクイン）
- 白銀争覇 - 2008年（エイシンダイオー）
- サマーカップ - 2008年（シールビーバック）
- 読売レディス杯 - 2008年（シールビーバック）
- 名古屋でら馬スプリント - 2011年・2012年・2013年（ラブミーチャン）
- 習志野きらっとスプリント - 2011年・2012年（ラブミーチャン）
- オッズパークグランプリ - 2011年（ラブミーチャン）

## 騎手招待競走での成績
- スーパージョッキーズトライアル2006 - 総合優勝
- ワールドスーパージョッキーズシリーズ（2006年） - 総合9位（1勝）
- 第15回ゴールデンジョッキーカップ（2007年） - 総合8位
- ドリームジョッキーズカップ（2009年） - 総合3位

## 受賞歴
- 2005年岐阜県地方競馬組合表彰（騎手）
- 2006年岐阜県地方競馬組合表彰（騎手）
- 2008年岐阜県地方競馬組合表彰（騎手）
- 2009年成績優秀者 優秀騎手賞